# Христо Кортенски
Христо Георгиев Кортенски е български учен, офицер, генерал-майор, член-кореспондент на БАН.

## Биография
Роден е на 18 юни 1924 г. в ямболското село Симеоново. Ятак на партизани, за което лежи в затвора до 8 септември 1944 г. От 1965 г. е началник на Военно-научнотехническо управление на Генералния щаб. През 60-те години на 20. век е ръководител на катедра „Общотехническа“ във Военната академия в София. От 1968 до 1976 г. е зам. председател на Комитета за наука,
технически прогрес и висше образование (КНТПВО). През 1976 г. е разкрита военизирана длъжност помощник на председателя на БАН по специалната тематика с ранг на заместник-председател на комитет, която Христо Кортенски заема. Остава на тази позиция до 1988 г. Член-кореспондент от 1984 г. Работи в областта на металознанието, пластичното обработване на металите и взривно-импулсното обработване на машиностроителни материали. Излиза в запаса пред 1989 г. Носител на орден „Народна република България“ – I ст. (1974) и орден „Георги Димитров“ (1984). Умира на 4 февруари 2002 г.